# Kurt Tuchler
Kurt Tuchler (* 11. Dezember 1894 in Stolp; † 23. September 1978 in Tel Aviv) war ein deutsch-israelischer Jurist und Zionist.

## Leben
Kurt Tuchler stammte aus einer in Westpreußen und Pommern ansässigen jüdischen Familie, die über Generationen ein Textilwarengeschäft an der Nordseite des Marktes in Stolp, das Kaufhaus Tuchler & Neumann betrieb.
Er war schon früh in der Jüdischen Jugendbewegung aktiv und gehörte zu den Mitbegründern des jüdischen Wanderbundes Blau-Weiß. Bei einem Sommerurlaub an der Ostsee in Stolpmünde lernte er 1912 Walter Benjamin kennen, was zu einer Freundschaft mit leidenschaftlichen Diskussionen, einer gemeinsamen Reise nach Paris und einem intensiven Briefwechsel führte.
Nach dem Abitur in Stolp studierte er an den Universitäten Freiburg und München Rechtswissenschaften und Volkswirtschaftslehre. In München wurde er Mitglied einer schlagenden Jüdischen Studentenverbindung, vermutlich bei Jordania München.

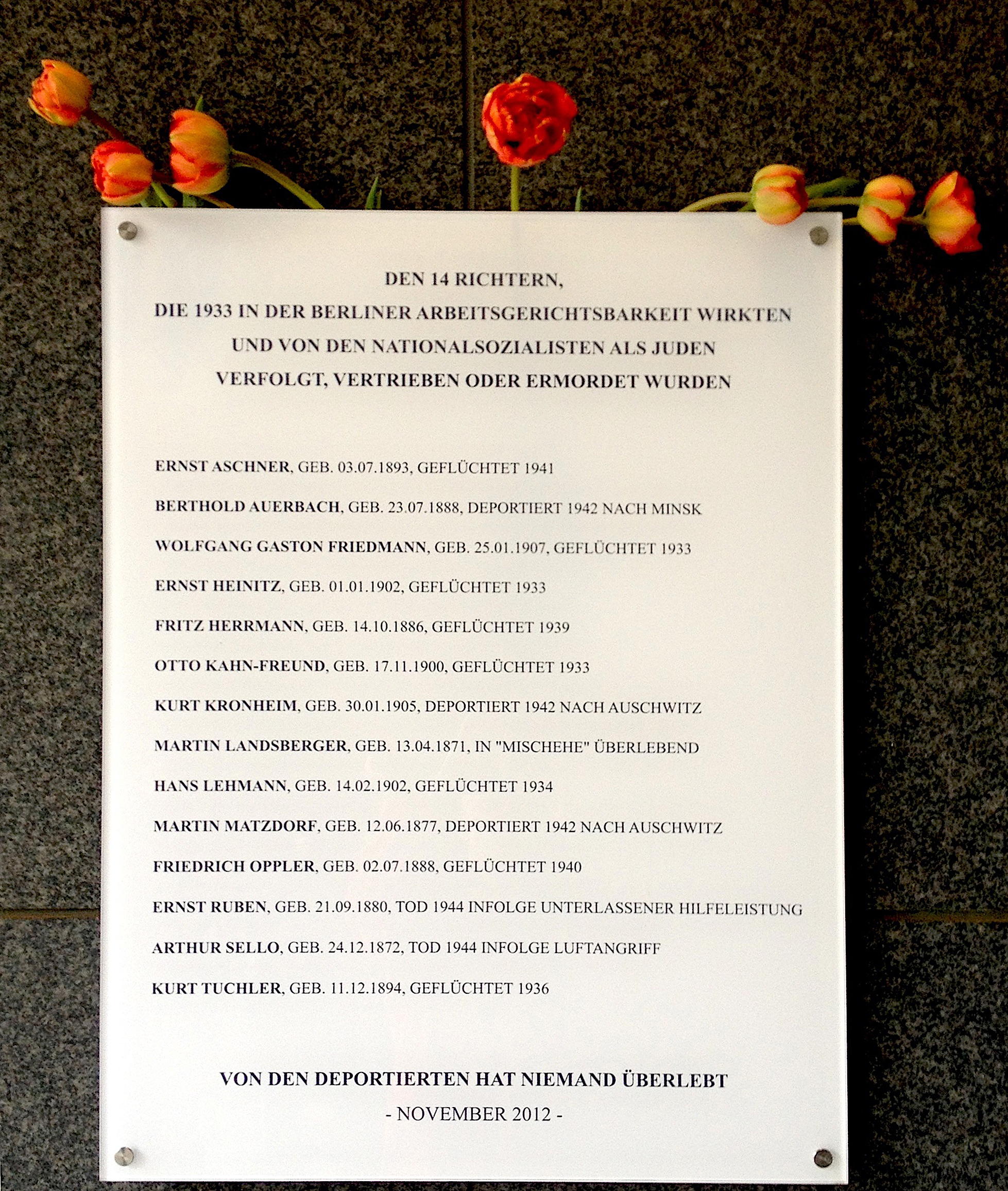
Gedenktafel im Arbeitsgericht Berlin

Tuchler nahm als Freiwilliger am Ersten Weltkrieg teil; er war Unteroffizier im 1. Garde-Reserve-Fussartillerie-Regiment und erhielt das Eiserne Kreuz 2. und 1. Klasse. Danach trat er in den preußischen Justizdienst ein und war bis 1933 zunächst Magistrats- und dann Amtsrichter in Berlin. Nach dem Gesetz zur Wiederherstellung des Berufsbeamtentums wurde er 1933 zwangsweise in den Ruhestand versetzt. Sein Name findet sich mit denen anderer verfolgter jüdischer Richter auf Gedenktafeln am Arbeitsgericht Berlin und im Haus des Deutschen Richterbunds in der Berliner Kronenstraße.
Er engagierte sich im Vorstand der Zionistischen Vereinigung für Deutschland und nahm als Delegierter an mehreren Zionistenkongressen teil. Als Teil der Bemühungen, die Auswanderung zu erleichtern, die im Ha’avara-Abkommen ihren Niederschlag fanden, begleitete er Leopold von Mildenstein auf dessen Reise nach Palästina, worüber dieser 1934 in einer Artikelserie in Der Angriff unter dem Titel Ein Nazi fährt nach Palästina berichtete.
1936 gelang es Kurt Tuchler mit Frau und Kindern nach Eretz Israel zu emigrieren. Sie wohnten in einer Wohnung in Tel Aviv. Kurt Tuchler wurde einer der Gründungspartner der Investmentfirma Moritz Tuchler. Auch nach dem Ende des Zweiten Weltkriegs blieb die Verbindung zu Leopold von Mildenstein und seiner Familie bestehen.
Kurt Tuchler war verheiratet mit Gerda, geb. Lehmann (1909–2007). Der Sohn ihrer Tochter Hannah, der israelische Regisseur Arnon Goldfinger, drehte nach Gerda Tuchlers Tod und der damit notwendigen Wohnungsauflösung in Tel Aviv den Dokumentarfilm Die Wohnung, der mit zahlreichen Preisen ausgezeichnet wurde, darunter 2011 mit dem Bayerischen Filmpreis als bester Dokumentarfilm.

## Werke
- Ordnung in der Auflösung. In: Hans Tramer (Hrsg.): In Zwei Welten: Siegfried Moses zum fünfundsiebzigsten Geburtstag. Tel Aviv: Bitaon, 1962, S. 128–132